# 奥林匹克频道
奥林匹克频道（或奥运频道 Olympic Channel）是国际奥委会开设的互联网电视（OTT TV）频道，其於2016年8月与里约奥运会闭幕同期公布並开播，由总部位於洛桑和马德里的奥林匹克频道服务公司（OCS）运营。频道提供原创节目、新闻、赛事直播和集锦，以12种语言为各类项目和运动员们提供不间断曝光度。通过收看奥林匹克频道，体育关注者们可全年无限地发现、参与並分享体育蕴藏的精神力量和奥运会上的精彩时刻。
国际奥委会除面向国际重点运营本项事业外，亦开展计划与当地国家和地区奥委会（NOCs）及持权转播商（RHBs）合作，建立奥林匹克频道的本地化版本和线性播出的特许经营版本。2017年7月，是类奥林匹克频道在美国首发开播。

## 设立背景
奥林匹克频道启动於2016年8月，以支持国际奥委会在《奥林匹克议程2020》中提出的用奥林匹克运动以全新方式聚集起年轻世代、体育关注者和新观众的目标。

## 目标
奥林匹克频道的主要目标如下列：
- 为奥林匹克项目和运动员们於奥运会期外持续保持曝光度，以及通过重新观赛体验的机会为协助创造领先优势提供以平台。

- 不断强调奥林匹克运动的理念与当今世界面临的挑战间的关系。
- 为国际奥委会继承的丰富资产和收藏分享予世界，以及为其创造更多价值和内容提供以平台。
- 首要目标，使用更贴近全世界年轻世代的方式让他们参与进来，建立共识，发挥娱乐教育之用。

## 提供內容
通过摧人振奋的故事、运动员采访、即時新闻、实况转播、原创节目和独家幕后内容，奥林匹克频道可为关注者们提供一个专门的媒体平台，以在任何时间、任何终端上关注运动员们背后的故事。

## 在地各版本
自2016年8月启动以来，奥林匹克频道与其他奥林匹克利益相关者，包括持权转播商以及国家和地区奥委会合作，开发奥林匹克频道的本地化版本。其移動應用、社交媒體平台、互聯電視設備以及線性電視服務已與175個國家和地區開展了合作。此类合作使奥林匹克频道在特定地区得以线性或数字平台的方式提供面向本地区域和语言的选择，为世界各地的奥运关注者们带来更加个性化的观看体验。

### 美洲地区

#### 美国
2017年7月15日，奥林匹克频道与全国广播公司（NBC Universal）以「奥林匹克频道：美国队之家（Olympic Channel: Home of Team USA）」品牌建立线性分发合作关系。美国版奥林匹克频道于2022年9月30日停播。

#### 加拿大
2020年7月23日，奥林匹克频道作为加拿大广播公司所属「CBC Gem」的免费流媒体服务内容上线。

#### 巴西
環球集團（Grupo Globo）旗下频道。

#### 加勒比地区
SportsMax 旗下频道。

#### 南美地区
2019年1月，国际奥委会宣布同克拉罗电视（Claro TV）与克拉罗视频（Claro Video）合作，在其克拉罗体育（Claro Sports）线性频道和流媒体服务上向美洲西语国家分发奥林匹克频道的节目编排。

### 欧洲地区
探索传播旗下欧洲体育频道（Eurosport）。

### 亚洲地区

#### 中国
使本地化的奥林匹克频道内容在持权转播合作夥伴中国中央广播电视总台平台上播出的工作持续推进，先期已有部分中文版奧林匹克頻道內容於央視體育頻道播出。
2021年10月，中國中央广播电视总台旗下央视的第16套节目——奥林匹克频道（CCTV-16）正式開播上線。

#### 日本
2018年3月，国际奥委会同日本广播联合体（JC）启动一项战略分发合作计划，其内容包括在日本广播联合体网络范围内的线性节目编排和植入的奥林匹克频道内容。
东京奥运会开幕倒数二周年之际，一个奥林匹克频道品牌的横跨多个渠道的数字平台正式上线。自2018年7月24日起，奥林匹克频道数字入口除官方网站外，开始在日本广播协会（NHK）、日本电视网协议会（NTV）、朝日电视台（TV Asahi）、TBS电视台、东京电视台（TV Tokyo）、富士电视台（Fuji TV）和日本民间放送联盟（JBA）所属之奥林匹克网站提供。

## 奥运会的转播
每届奥运会期间，仅有持权转播商方能提供赛事的直播。惟奥林匹克频道不仅在奥运会期间，更在全年时段，能够提供更多补充内容，以增加观众的奥运体验。